# Генрих I де Гиз
Ге́нрих I Лотарингский, по прозвищу Меченый или Рубленый (фр. Henri I le Balafré de Lorraine, duc de Guise; 31 декабря 1550 — 23 декабря 1588, замок Блуа), герцог де Гиз (1563—1588), принц де Жуанвиль, пэр Франции (1563—1588), кавалер ордена Святого Духа (1579). Французский военный и государственный деятель времён Религиозных войн во Франции. Глава Католической лиги. Один из организаторов и вдохновителей избиения гугенотов (Варфоломеевская ночь). Старший сын Франсуа Лотарингского, герцога де Гиза. Возглавлял оппозицию королю Генриху III и был убит по его приказу. Через день после его гибели был убит его младший брат Луи де Гиз.

## Биография

### Происхождение и политическая деятельность
Генрих де Гиз родился в семье Франсуа де Гиза, потомка герцогов Лотарингии. Как отпрыск одного из знатнейших домов Франции, воспитывался при дворе короля Генриха II Валуа. Уже в 1563 году, в возрасте 13 лет, вместе со своим отцом принимал участие в осаде Орлеана; отец там же был убит, и с тех пор он стал врагом протестантов. Едва достигнув 16 лет, отправился в Венгрию воевать против турок; по возвращении отличился в сражении при Жарнаке и победоносно защищал Пуатье против адмирала Гаспара де Колиньи.
В августе 1572 года королева Екатерина Медичи предложила Генриху, чтобы отомстить за смерть отца, принять участие в убийстве де Колиньи (с расчетом позже обвинить его самого в убийстве) и он нашёл исполнителя, бывшего офицера де Морвера, однако в первый раз Колиньи был только ранен выстрелом де Морвера.
Гиз не был среди главных зачинщиков Варфоломеевской ночи, но принял на себя убийство де Колиньи; однако, согласно некоторым свидетельствам, во время резни в своём дворце предоставил убежище от разъярённой толпы 20 гугенотам, а затем вывез из города собственную бабушку герцогиню Феррарскую, которая была протестанткой.
В битве с армией, собранной гугенотами в Германии, при Дормансе в 1575 году получил серьёзное ранение копьём в лицо, вследствие чего у него на всю жизнь остались серьёзные шрамы, из-за которых он носил прозвище le Balafré («Меченый» или «Рубленый»). По некоторым данным, подобное прозвище носил и его отец, Франсуа Лотарингский, но его происхождение неясно, так как ни на одном из сохранившихся его портретов на его лице нет шрамов, в отличие от портретов сына.
Когда по восшествии на престол Генриха III протестантам были сделаны некоторые уступки, Гизы образовали в 1576 году так называемую «Священную лигу», в члены которой скоро вступил и сам король, пытаясь сделать её для себя неопасной. Фактически главным организатором Лиги стала честолюбивая мать герцога Анна Немурская. Затем началась новая междоусобная война, окончившаяся в 1580 году неблагоприятным для протестантов Перигорским миром.
Слабость короля побудила герцога возобновить Лигу в надежде получить больше власти.  В 1584 году он вступил в союз с Филиппом II Испанским и с папой римским и получал крупные суммы денег от Испании. Не существует никаких доказательств того, что он претендовал на корону лично для себя. После смерти в 1584 году Франсуа Алансонского, брата бездетного Генриха III, Испания и Лига сочли наследником французского престола кардинала Шарля де Бурбона в обход его племянника Генриха Наваррского, протестанта, отлучённого папой. Лига обещала Испании франко-испанский военный союз против Англии, тогда как французские протестанты, наоборот, пользовались английской поддержкой.
В 1585 году Гиз наводнил города южной и восточной Франции войсками своей партии и принудил короля к договору, согласно которому во Франции, кроме католического вероисповедания, не должно быть терпимо никакое другое, и дал, таким образом, повод к так называемой войне трёх Генрихов (см. Генрих III). Осенью 1587 года он выступил против превосходящих сил очередной немецкой армии, двигавшейся на помощь Генриху Наваррскому, и нанёс немцам поражение в битве при Оно.
В 1588 году Лига вызвала восстание католиков в Париже с целью захватить в плен короля, которого он держал в осаде в Лувре. Король спасся бегством; королева-мать, под давлением де Гиза, обнародовала эдикт, очень неблагоприятный для протестантов; де Гизу был дан титул коннетабля Франции. Для упрочения такого положения дел были созваны Генеральные штаты в Блуа.

### Убийство
Могущество де Гиза достигло своего апогея и побудило короля Генриха III решиться на его убийство в Блуа.
Вслед за герцогом де Гизом, днём позже, 24 декабря 1588 года был убит и его брат Луи де Лоррен, кардинал Лотарингский.

## Заговор с целью восшествия на престол

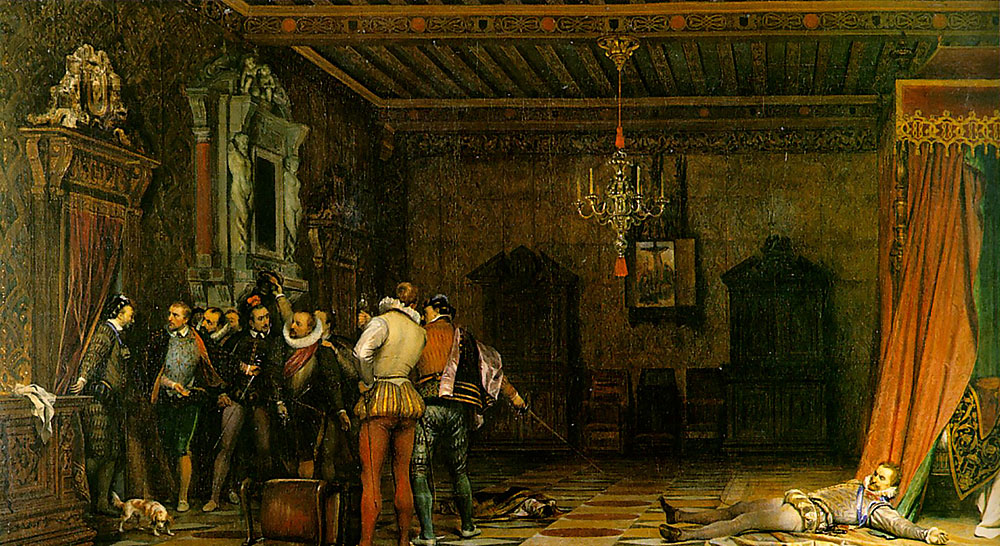
Поль Деларош. «Убийство герцога де Гиза» (1834)

Александр Дюма в романе «Графиня де Монсоро» описывает заговор (подлинный или мнимый), составленный в 1578 году группой влиятельных французских дворян, имевший целью низложение Генриха III и восшествие на престол Генриха Гиза. Для обоснования прав Гиза на престол Франции, лотарингскими лигистами была составлена родословная герцога, которая возводила его происхождение к предпоследнему герцогу Лотарингии из рода Каролингов Карлу Лотарингскому (правил в 977—991 гг.), младшему брату предпоследнего французского короля-Каролинга Лотаря (954—986). Данная родословная, будь она подлинной, ставила бы под вопрос легитимность не только династии Валуа, но и всех Капетингов в целом (впрочем в романе упоминается нелегитимной только династия Валуа), что создавало бы опасный прецедент. Как известно, избрание на трон Гуго Капета в 987 году свершилось после смерти последнего короля из дома Каролингов Людовика V, умершего бездетным. Родословная герцога Гиза гласила, что Карл Лотарингский являлся законным наследником трона при пресечении потомства своего брата Лотаря, следовательно его прямые потомки также имели право на престол. В действительности родословная, составленная лотарингскими лигистами, не давала Гизу никакого права на престол Франции по следующим двум веским основаниями:
- Дед Генриха, Клод Лотарингский, 1-й герцог де Гиз был вторым сыном герцога Лотарингии Рене II (1473—1508), таким образом, он и его потомки не могли считаться герцогами Лотарингскими (линия была продолжена старшим сыном Рене II, Антуаном Лотарингским).
- По позднейшим исследованиям, герцоги Лотарингии из Эльзасского дома, к которому принадлежал Рене II ни по одной линии не восходили к Карлу Лотарингскому. С момента смерти Оттона II (бездетного сына Карла) в 1012 году, в Лотарингии сменилось несколько правящих домов, причем не по праву кровного родства, а по указу императора Священной Римской империи, чьими вассалами являлись герцоги. Дом, к которому принадлежал Рене и все его потомки, утвердился в Лотарингии только в 1047 году, причем даже в нем титул дважды переходил по женской линии, хоть и той же мужской линии. Таким образом, Генрих не являлся потомком Карла Лотарингского, следовательно, не мог претендовать на родство и с последними Каролингами на французском троне.

Но даже если бы родословная герцога была подлинной, и Генрих являлся бы прямым потомком Карла Лотарингского, его право на престол было бы ничтожным в силу того, что сам Карл Лотарингский дважды отрешался своим братом Лотарем от наследования трона. В первый раз, в 977 году он безосновательно обвинил жену своего брата в супружеской неверности, за что был лишен права наследования и изгнан из Франции. Во второй раз, развязав в 978 году совместно с императором Оттоном II войну против старшего брата, он был обвинен в измене и окончательно отрешен от наследования, а в 990 году в попытке отвоевать французский трон, разбит Гуго Капетом, схвачен и заключен в темницу, где и умер.

## Семья
Жена: (с 4 октября 1570, Париж) Екатерина Клевская (1548 — 11 мая 1633), графиня д’Э, наследница княжества Шато-Реньо. Имели 14 детей:
- Шарль I (2 августа 1571 — 30 сентября 1640), 4-й герцог де Гиз.
- Генрих (1572—1574).
- Екатерина (1573—1573).
- Луи (22 января 1575 — 21 июня 1621), кардинал де Гиз, архиепископ Реймский.
- Карл (1576—1576).
- Мария (1577—1582).
- Клод (1578 — 24 января 1657), герцог де Шеврёз — супруг знаменитой герцогини де Шеврёз (декабрь 1600 — 12 августа 1679).
- Екатерина (1579 — июнь 1579).
- Кристина (1580—1580).
- Франсуа (1581—1582).
- Рене (1585—1626).
- Жанна (1586—1638).
- Луиза Маргарита (1588—1631), первый муж (с 1605) — принц Франсуа де Бурбон-Конти (19 августа 1558 — 3 августа 1614); второй муж (тайный брак) — Франсуа де Бассомпьер (12 апреля 1579 — 12 октября 1646), маршал Франции.
- Франсуа Александр (1589—1614).

## Генрих де Гиз в культуре
- Действует в пьесе Кристофера Марло «Парижская резня».
- Гиз появляется в новелле мадам де Лафайет «Принцесса де Монпансье».
- Один из основных персонажей трилогии Дюма-отца о религиозных войнах («Королева Марго», «Графиня де Монсоро», «Сорок пять»). Он появляется и в пьесе Дюма «Двор Генриха III».
- Представлен в дилогии Г. Манна о Генрихе IV Французском («Молодые годы короля Генриха IV», «Зрелые годы короля Генриха IV»).
- Представлен в романе Понсона дю Террайля «Молодость короля Генриха».

Кинематограф
- 1908 — «Убийство герцога Гиза» (Франция); роль герцога исполнил Альбер Ламбер.
- В трёх экранизациях «Королевы Марго» (французских: 1954 и 1994 гг. и российской 1996-1997 гг.) Генриха Гиза сыграли соответственно Ги Кернер, Мигель Бозе и Борис Клюев.
- В постановках ещё одного романа Александра Дюма «Графиня де Монсоро» в образе герцога де Гиза предстали Жак де Карпантье (Франция, 1971 г.), Борис Клюев (Россия, 1997 г.) и Альберт Голдберг (Франция, 2008 г.).
- 1978 — «Война трёх Генрихов» (Франция) режиссёра Марселя Кравенна; роль Генриха де Гиза исполнил актёр Франсуа Больё.
- 2010 — «Генрих Наваррский» (Германия, Франция, Австрия, Испания); Генрих Гиз был сыгран немецким актёром Вотаном Вильке Мёрингом.
- 2010 — «Принцесса де Монпансье» (Германия, Франция); роль Генриха Гиза исполнил Гаспар Ульель.